# Vilar de Ossos
Vilar de Ossos ist eine Ortschaft und Gemeinde im Nordosten Portugals, in der Region Trás-os-Montes.

## Kultur und Sehenswürdigkeiten
Zu den Baudenkmälern der Gemeinde zählen verschiedene Sakralbauten, darunter die 1699 erbaute, manieristisch-barocke Gemeindekirche Igreja Paroquial de Vilar de Ossos, nach ihrem Schutzpatron des hl. Cyprian von Karthago auch Igreja de São Cipriano.
Neben einem Steinbrunnen ist insbesondere das Ende des 17. Jahrhunderts errichtete Herrenhaus Solar de Vilar de Ossos zu nennen. Es ist auch als Casa Grande de Vilar de Ossos und insbesondere als Palacete da Família Pinto de Morais Bacelar bekannt, benannt nach der hier ansässigen Adelsfamilie Pinto de Morais Bacelar. Berühmtester Sohn wurde der General Manuel Pinto de Morais Bacelar (1741–1816), Gegner des französischen Generals Masséna in den Napoleonischen Kriegen auf der Iberischen Halbinsel.

## Verwaltung
Vilar de Ossos ist eine Gemeinde (Freguesia) im Kreis (Concelho) von Vinhais, im Distrikt Bragança. Sie hat eine Fläche von 18 km² und zählt 222 Einwohner (Stand 19. April 2021).
Vier Ortschaften liegen in der Gemeinde:
- Barracão das Latas (oder auch nur Barracão)
- Lagarelhos
- Vilar de Ossos (bestehend aus sieben Ortsteilen entlang der Hauptstraße)
- Zido